# Let It Loose / Anything for You
Let It Loose/Anything For You – trzeci i zarazem ostatni albumu latynoamerykańskiej artystki Glorii Estefan, który został nagrany wraz z zespołem Miami Sound Machine. Ukazał się w sprzedaży w roku 1987.
Od 1989 roku Estefan oficjalnie rozpoczęła solową karierę, podczas gdy zespół Miami Sound Machine występował sporadycznie na jej płytach. Po sukcesie poprzedniego albumu "Primitive Love" z 1985 roku, który zawierał międzynarodowy hit "Conga", Miami Sound Machine weszło ponownie do studia by nagrać materiał na kolejny album. W tym czasie podjęto decyzję aby grupę przemianować na Gloria Estefan & Miami Sound Machine, co wskazywało na rosnącą popularność wokalistki zespołu. Album "Let It Loose" zdołał odnieść sukces komercyjny docierając do pierwszej dziesiątki najpopularniejszych płyt po obu stronach Atlantyku. Krążek ostatecznie sprzedano na całym świcie w blisko dziesięciu milionach egzemplarzy. Płyta promowana była pięcioma singlami, z których cztery dotarły do TOP 10 w Stanach Zjednoczonych, a trzy spośród nich zyskały status złotych krążków. Single: "Rhythm Is Gonna Get You" oraz "1,2,3..." dotarły również na szczyt dyskotekowych zestawień. Ballada "Anything For You" skomponowana przez Estefan stała się pierwszym numerem jeden na amerykańskiej liście przebojów w karierze grupy. Singel ten cieszył się tak wielką popularnością, że postanowiono zmienić tytuł całej płyty na "Anything For You". Album pod tym tytułem ukazał się jednak tylko w Europie i oprócz piosenek znanych z amerykańskiej wersji krążka zawierał dodatkowo dwa remiksy oraz nową okładkę. Promocję albumu uzupełniła światowa trasa koncertowa "Let It Loose World Tour", która cieszyła się wielką popularnością wśród fanów grupy. Wydana w 1988 roku kaseta VHS z zapisem koncertu wieńczącego światowe tournée grupy okryła się w samych tylko Stanach platyną.

## Spis utworów
1. Betcha Say That
2. Let It Loose
3. Can't Stay Away From You
4. Give It Up
5. Surrender
6. Rhythm Is Gonna Get You
7. Love Toy
8. I Want You So Bad
9. 1,2,3...
10. Anything For You
11. Rhythm Is Gonna Get You (remiks, tylko na europejskiej wersji krążka)
12. Betcha Say That (remiks, tylko na europejskiej wersji krążka)

## Dodatkowe informacje
- Single: "Rhythm Is Gonna Get You", "Can't Stay Away From You", "1,2,3..." oraz "Anything For You" dotarły do TOP 10 amerykańskiej listy przebojów. Drugi singel z płyty "Betcha Say That" zdołał dotrzeć jedynie do miejsca 36.
- Album został wyprodukowany przez Emilio Estefana, męża artystki, przy współpracy z The Jerks.
- Album okrył się poczwórną platyną zarówno w Stanach Zjednoczonych, jak i Wielkiej Brytanii.
- "Let It Loose" było pierwszą płytą Estefan, która dotarła na szczyt brytyjskich zestawień.
- Album okazał się być największym bestsellerem 1988 roku w Holandii.